# Crash 'n' the Boys: Street Challenge
Crash 'n' the Boys: Street Challenge, llamado Bikkuri Nekketsu Shin Kiroku! Harukanaru Kin Medal (びっくり熱血新記録！はるかなる金メダル?  lit. "¡Los asombrosos nuevos récords de Nekketsu! Medalla de oro distante") originalmente en Japón, es un videojuego de deportes de 1992 para Nintendo Entertainment System por Technos Japan Corp. Una versión de este videojuego para Game Boy era también se lanzó solo en la región de Japón. El videojuego presentó concursos de estilo Olímpico sin reglas o controles, entre cinco equipos. Los juegos incluyeron 400 metros, lanzamiento de martillo, natación, salto en techo, y escena de lucha. Fue relanzado en la Consola Virtual de Wii el 14 de septiembre de 2009 y más tarde para Nintendo 3DS el 28 de noviembre de 2013 y para Wii U el 11 de diciembre de 2014.
Fue relanzado más tarde Xbox One el 16 de abril de 2020 y PlayStation 4 el 17 de abril de 2020.

## Jugabilidad
El videojuego tiene cuatro equipos para escoger de, así como un quinto ordenador-equipo controlado. Cada equipo tiene cinco miembros, cada cual con sus fuerzas propias y debilidades, haciendo algún mejores convenidos a acontecimientos seguros que otros.  Antes de cada acontecimiento, los jugadores tienen la oportunidad de ir de compras en el centro comercial para comprar poder-ups para sus personajes.  Estos elementos están pagados para a través de las varias medallas que cada equipo consigue tan  progresa a través del reto, pero desde el ganador del reto es el equipo que recoge el más medallas en general, los jugadores tienen que ser bastante juiciosos en cuánto  gastan.
Hay dos tipos de eventos en el videojuego: eventos individuales (el lanzamiento de martillo y salto en techo) y eventos cabeza a cabeza (400 metros, natación y lucha). En los eventos individuales, cada equipo toma su vuelta individualmente, y ranking es determinado por quién consigue la mayor cantidad de puntos. Los eventos cabeza a cabeza tienen lugar bajo un formato de torneo de eliminación, en cuál el jugador compite en contra otro en una serie de heats. El jugador quién exitosamente derrota ambos de sus adversarios conseguirá poder competir contra un miembro de Equipo Thornley por el primer puesto.
El videojuego puede ser jugado por hasta cuatro jugadores. Debido a que nunca hay más de dos equipos que compiten al mismo tiempo, el tercio y cuarto jugador pueden jugar sencillamente por alternar entre los dos controladores. Así, un multitap no es requerido, a diferencia otros videojuegos en la serie Kunio-kun.

## Trama
Theodore "Todd" Thornley IV ha tenido suficiente. Después de ser humillado una vez más por su rival, Jeff "Crash" Cooney y sus compinches cuello-azul del Instituto Southside en el All-City Track Meet, ha decidido emitir un desafío para Chrash. Invitando dos de los otros institutos de élite para participar en el reto, más un equipo adicional patrocinado por su padre adinerado, Todd ha según parece stacked deck en contra Chrash y sus chicos.

## Localización
Street Challenge es un versión localizada del videojuego Bikkuri Nekketsu Shin Kiroku!, originalmente parte de la serie Kunio-kun y una secuela del videojuego Downtown Nekketsu Kōshinkyoku: Soreyuke Daiundōkai de 1990 para Famicom. Es el octavo videojuego en esa que fue lanzado para Famicom y el quinto en ser localizado para el mercado occidental. Como las localizaciones anteriores de la serie (véase Renegade, Super Dodge Ball, River City Ransom y Nintendo World Cup), los gráficos y trama del videojuego fueron alterados para tratar de hacer al videojuego más fácilmente comercializable fuera de la región de Japón. Para caso, los escenarios para los eventos de deportes fueron cambiados, los cuatro equipos principales en la versión japonesa, Nekketsu, Hanazono, Reiho, y Rengo, estaban compuestos por personajes ya establecidos en Kunio-kun (como los gemelos de Double Dragon, Ryuichi y Ryuji) y eran todos personajes reiterados de Kōshinkyoku, pero todo ese plantel de personajes disponibles fue sustituido.
Street Challenge estuvo planeado para ser el primero de los videojuegos de la serie Kunio-kun en ser localizado bajo el título Crash 'n' the Boys. El final de Street Challenge presenta un teaser para el próximo videojuego en la serie Crash 'n' the Boys, Ice Challenge, una versión localizada del videojuego anterior Ike más temprano Ike Ike! Nekketsu Hockey Bu (la imagen final original para Street Challenge mostró a Momozono, el director/porrista para el Equipo Nekketsu en un cambio puesto en el ocaso, con el mensaje "El Fin" escrito en caracteres hiragana). Un póster de promoción empaquetado con el videojuego The Combatribes para Super Nintendo presentó la ilustración de portada de ese videojuego. Sin embargo, Ice Challenge nunca fue lanzado oficialmente fuera de la región de Japón. Otros videojuegos de Crash 'n' the Boys anunciados por Technos America que incluyen a Soccer Challenge (Nekketsu Soccer League), Diamond Challenge (Downtown Nekketsu Baseball Monogatari) para Super Nintendo, y la versión de Street Challenge para Game Boy; al final todos quedaron inéditos fuera de la región de Japón.
Crash 'n' the Boys: Street Challenge fue relanzado en el servicio de Consola Virtual en América del Norte el 14 de septiembre de 2009 para Wii, el 19 de diciembre de 2013 para Nintendo 3DS y el 11 de diciembre de 2014 para Wii U. Aunque inicialmente no recibió un lanzamiento para NES en las regiones PAL, finalmente tendría un lanzamiento en Oceanía y Europa por medio de la Consola Virtual para Nintendo 3DS y Wii U el 28 de noviembre de 2013 y el 4 de diciembre de 2014, respectivamente.
La versión para Game Boy tiene pocas diferencias en comparación con la original. Concretamente, el evento de Natación fue reemplazado con una batalla de paraguas, donde los personajes saltan desde un edificio y lucha a mitad del aire utilizando un paraguas. El Instituto de Oklahoma era controlado por CPU ahora como disponibles para el jugador por medio de un código de truco.

## En la cultura popular
"Crash and the Boys" es el nombre de una banda de música en la serie de novelas gráficas Scott Pilgrim. Esa banda también aparece en la correspondiente adaptación cinematográfica de 2010 de las novelas, Scott Pilgrim vs. the World, así como en la subsiguiente adaptación de videojuego.

## Reseñas
Corbie Dillard de Nintendo Life le dio a Crash 'n' the Boys un calificación de 5 de 10 estrellas, elogiando a los desarrolladores por 'hacer algo diferente' y por lo que el videojuego podría haber sido. Aun así, Dillard también escribió que el videojuego, aunque no es horrible en sí mismo era inferior a otros videojuegos similares.
Lucas Thomas de IGN dijo que si uno disfrutó de River City Ransom y Super Dodge Ball también le encantara Crash 'n' the Boys.